# Галлер, Юзеф

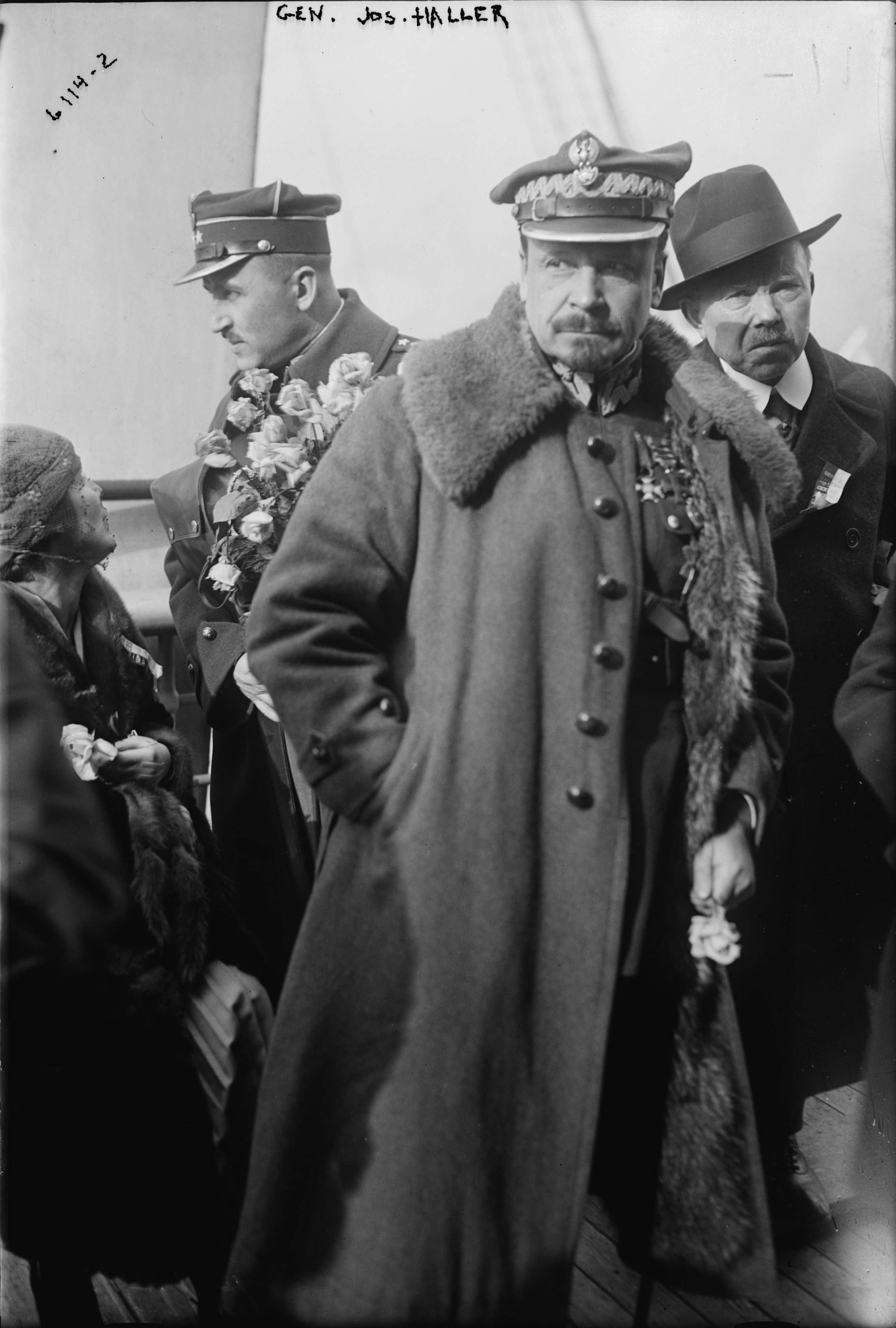
Юзеф Халлер

Ю́зеф Га́ллер (нем. Józef Haller von Hallenburg; 13 августа 1873, Юрчице, Австро-Венгрия — 4 июня 1960, Лондон) — офицер австро-венгерской армии, польский генерал, политик.

## Биография

Фамильный герб Юзефа Галлера Józef Haller von Hallenburg

Юзеф Галлер происходил из краковской семьи Галлеров и родился в родовом поместье Юрчице недалеко от Скавины, на территории тогдашней Галиции. Семья имела немецкое происхождение; первый из Галлеров приехал в Польшу около 1482 года и стал родоначальником длинной линии очень богатых купцов, ученых и землевладельцев Кракова и окрестностей.

### Юность
Учился в Вене в военной технической академии. В 1895 году произведён в офицеры, служил в австрийской армии в 11-м артиллерийском полку. В 1906 году женился. В 1910 году вышел в отставку в чине капитана. Занимался общественной деятельностью, участвовал в сельском кооперативном движении. Принимал участие в распространении и развитии скаутского и сокольского движения среди польской молодёжи.

### Польские легионы
С началом Первой мировой войны снова поступил на службу в австрийскую армию. Служил в польском легионе — части австрийской армии, сформированной из поляков. Был командиром батальона, полка. В 1915 году произведён в полковники. Принимал участие в сражении в Карпатах. С 1916 года командовал второй бригадой польских легионеров.
В апреле 1917 года началась организация Польских вооружённых сил (Polnische Wehrmacht) под германским командованием. В их состав должны были войти все три бригады Легионов Польских, при этом немцы потребовали от легионеров принести присягу на верность германскому императору Вильгельму II (до того они присягали монарху Австро-Венгрии). Большинство военных 1-й и 3-й бригад Легионов Польских демонстративно отказались её принести, но 2-я бригада под командованием Юзефа Галлера присягу приняла. После этого она стала основой Польского вспомогательного корпуса, который сначала находился под германским командованием, но потом был переведён в Перемышль и передан в состав австро-венгерской армии. В конце октября 1917 года корпус переместили в район города Черновцы.

### Голубая армия

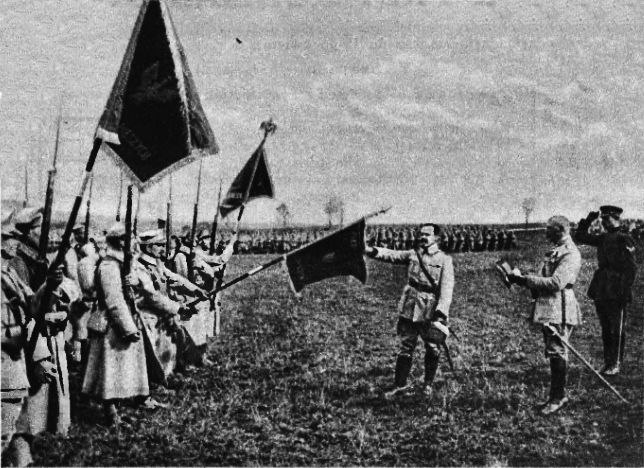
Юзеф Галлер с польской армией во Франции

После заключения Брестского мира в 1918 году Галлер решил порвать с австро-германцами. Галлер и другие командиры 2-й бригады Легионов Польских решили прорвать фронт, чтобы присоединиться к II Польскому корпусу российской армии. 15 февраля 1918 года около 100 польских офицеров и 1500 солдат перешли на другую сторону фронта. 6 марта они добрались до Сорок, где вошли в состав 2-го Польского корпуса. 28 марта Сильвестр Станкевич передал Галлеру командование этим корпусом. 10-11 мая под Каневом 2-й Польский корпус был окружён и разгромлен немецкими частями, а Галлер через Киев, Москву и Мурманск в июле 1918 года прибыл во Францию, где в октябре 1918 года был назначен командующим Польской армией во Франции.
Первые подразделения этой армии были созданы в 1917 году сразу после заключения альянса между президентом Франции Раймоном Пуанкаре и польским государственным деятелем И. Падеревским. Большинство рекрутов новой армии были либо поляками, состоявшими на службе во французской армии, либо бывшими польскими военнопленными из Германии, либо ранее служившими в австро-венгерской имперской армии (всего около 35 000 человек). Ещё 23 000 человек составляли поляки из США. Остальные собрались со всего мира, в том числе ранее служившие в российском экспедиционном корпусе во Франции и из польской диаспоры в Бразилии (более 300 человек).
Первоначально армия находилась под французским политическим контролем и под командованием генерала Луи Аршинара. 23 февраля 1918 года политический контроль перешёл к Польскому национальному комитету.
К концу войны силы под командованием Галлера, называвшиеся «Армией Галлера» или «голубой армией» по цвету формы, достигли шести дивизий.

### Возвращение в Польшу
За апрель-июнь 1919 года численность армии Галлера возросла до 70 000 солдат, и вместе со всем снаряжением направлена в Польшу. Армия приняла участие в польско-украинской войне в Восточной Галиции, обороняя Львов от отрядов УГА. В мае 1919 года войска Галлера были переброшены на советско-польский фронт. Армия приняла участие во многих боях с Красной армией, в основном с конницей С. Будённого.
В июне 1919 года Галлер командовал Юго-Западным фронтом на границе с Германией. В сентябре 1919 года армия Галлера была реорганизована и стала частью польской армии. Во время советско-польской войны с 23 июля 1920 года Галлер командовал польским Северным фронтом.
В январе 1920 года Галлер командовал захватом поляками Померании и в Пуцке возглавил символическую церемонию обручения Польши с морем.
Первоначально генерал-лейтенант Юзеф Галлер должен был стать командующим созданной в марте 1920 года 1-й армией, но так как он вступил в командование новым Северным фронтом, вместо него был назначен генерал-лейтенант Стефан Маевский.
В июле 1920 года Галлер — главный инспектор добровольческой армии, член национального совета обороны, председатель гражданской комиссии по национальной обороне, председатель Красного Креста.
Во время Варшавской битвы он возглавлял войска, оборонявшие передовые позиции столицы.

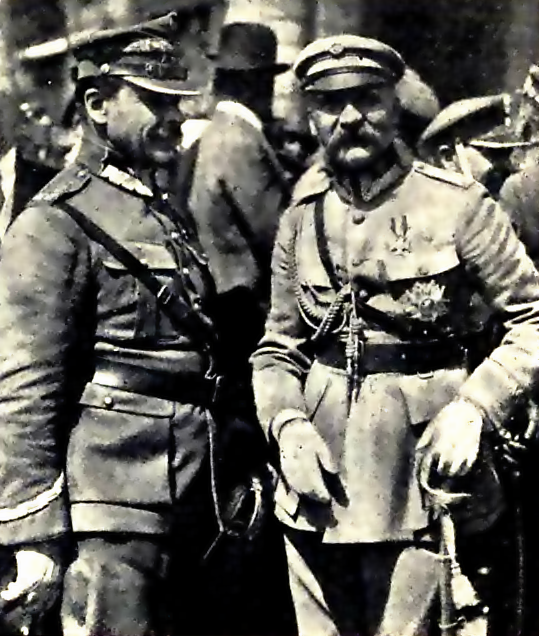
Юзеф Пилсудский и Юзеф Галлер на церемонии в Александро-Невском соборе 15 мая 1921 года

В 1920—1926 годах инспектор артиллерии.
В 1922—1927 годах депутат польского сейма от коалиции «Христианский союз национального единства».
В 1926 году осудил майский путч Пилсудского, после чего был уволен из армии. Занимался политической деятельностью, в частности, возглавлял созданную после объединения союза галлерчиков с другими социал-христианскими и рабочими организациями Партию Труда.
После поражения Польши в начале второй мировой войны и оккупации её германскими войсками в 1940—1943 годах входил в польское правительство в изгнании, возглавляемое Владиславом Сикорским, где был министром образования. После войны жил в Англии.

## Награды
- Орден Белого орла (1921 г.)
- Серебряный крест ордена «Virtuti Militari» (1920 г.)[5]
- Командор ордена «Возрождения Польши» (1922 г.)
- Крест Храбрых (четырежды, первый в 1921 г.)[6]
- Почетный знак «Орел-разведчик»[пол.]
- Орден Железной Короны (Австро-Венгрия) III степени (1914 г., отправлен обратно императору 14 февраля 1918 г.)[7]
- Медаль «За военные заслуги» (Австро-Венгрия) (1909 г., отправлен обратно императору 14 февраля 1918 г.)[7]
- Юбилейная памятная медаль для вооружённых Сил и Жандармерии (Австро-Венгрия)[пол.][8]
- Военный юбилейный крест (Австро-Венгрия)[пол.][9]
- Железный крест II степени (отправлен обратно императору 14 февраля 1918 г.)[7]
- Крест Свободы 2 степени (Эстония)[10]
- Великий офицер ордена Почётного легиона (Франция) (1922 г.)[10]
- Военный крест (Франция) (1922)[10]
- Памятная медаль Великой войны (Франция)
- Медаль Победы (1921 г.)[11]
- Орден Короны Италии 2 степени (Италия)[10]
- Орден Святого Саввы I класса (1926 г.)[10]
- Орден Лафайета (США)[англ.]